# Джулія Аннас
Джулія Елізабет Аннас (англ. Julia Elizabeth Annas; нар. 13 червня 1946) — англо-американська науковиця-філософ та викладачка. Професор філософії університету Аризони. Член Американської академії мистецтв і наук (1992).

## Біографія
Закінчила Оксфордський університет (першокласний ступінь бакалавра з відзнакою, 1968). Диплом магістра (1970) і вчене звання доктора філософії (1972) отримала в Гарвардському університеті.
У 1970—1986 роках працювала викладачкою філософії в Оксфорді. У 1991—1992 роках займала посаду професора факультету філософії Колумбійського університету. У 1986—1991 і з 1992 року — професор університету Аризони, з 1995 року — регент-професор філософії.
У 2011 році була удостоєна почесної місії — прочитання лекції імені Корбетта в Кембриджському університеті.
Є почесним доктором філософії Уппсальського університету (2007).
Одружена з професором філософії університету Аризони.